# Urleasca
Urleasca – wieś w Rumunii, w okręgu Braiła, w gminie Traian. W 2011 roku liczyła 1205 mieszkańców.